# دعاء العشرات
دعاء العشرات تعتبر من الأدعية المعتبرة بل في غاية الاعتبار، وفي نسخ رواياته اختلاف، ذَكرته كتب الأدعية المعروفة، وقد علّمه علي بن أبي طالب لولده الحسين. وقد أكّدت الرّوايات على قراءته صباحاً ومساءً وخاصّة يوم الجمعة. هذا الدّعاء يحتوى على مضامين أخلاقيّة واعتقادية كالإقرار بالتوحيد والنبوة والإمامة. وسمّّي بالعشرات لأن فقراته الأخيرة تتكرّر. بمعنى أن كلّ واحدة من فقراتها تكرّر عشر مرّات.

## سند الدعاء
رواه السيد بن طاووس عن الشيخ الطوسي عن أحمد بن محمد بن سعيد بن عقدة عن علي بن الحسن بن علي بن فضال عن ثعلبة بن ميمون عن صالح بن فيض عن ابن مريم عن عبد الله بن عطا قال: حدثني أبو جعفر محمد بن علي الباقر، عن أبيه علي بن الحسين، عن أبيه الحسين بن علي، عن أبيه أمير المؤمنين.
وأيضاً نقله الشيخ الكفعمي عن الشيخ الطوسي، ويرى أن رواياته مختلفة.
ونقله العلامة المجلسي أيضاً عن السيد ابن طاووس في موضع عن جمال الأسبوع وفي موضع آخر عن مهج الدعوات وسنده فيه إلى الصادق.

## ثواب قراءة الدعاء
قال الإمام الباقر: قال أمير المؤمنين لابنه الحسين: «يا بني! أنه لابد أن يمضى الله عز وجل مقاديره وأحكامه على ما أحب وقضاه وسينفذ الله قضاءه وقدره وحكمه فيك فعاهدني ـ يا بني ـ أنه لا تلفظ بكلمة مما أسر به إليك حتى أموت وبعد موتى باثني عشر شهراً، فإنى أخبرك بخبر أصله من الله تعالى، تقوله غدوة وعشية فيشتغل ألف ألف ملك يعطى كل ملك منهم قوة ألف ألف كاتب في سرعة الكتابة، ويوكل بالاستغفار لك ألف ألف ملك يعطى كل قوة ألف ألف مستغفر،
ويبنى لك في الفردوس ألف ألف قصر في كل قصر ألف ألف بيت تكون فيها جار جدك ويبنى لك في دار السلام بيت تكون فيه جار أهلك، ويبنى لك في جنة عدن ألف مدينة، ويحشر معك من قبرك كتاب ناطق ينطق بالحق، يقول: إن هذا لا سبيل للفزع ولا للخوف ولا لمزلة الصراط ولا للعذاب عليه، ولا تموت الا وأنت شهيد، وتكون حياتك ما حييت وأنت سعيد، ولا يصيبك فقر أبداً، ولا فزع ولا جنون ولا بلوى أبداً،
ولا تدعو الله (عزّ وجل) بدعوة في يومك ذلك في حاجة من حوائج الدنيا والآخرة إلا أتتك كائنة ما كانت، بالغة ما بلغت، في أي نحو شئت، ولا تطلب إليه حاجة لك ولا لغيرك من أمر الدنيا والآخرة إلا سبب لك قضاءها، وتكتب لك في كل يوم بعدد أنفاس أهل الثقلين، بكل نفس ألف ألف حسنة، ويمحى عنك ألف ألف سيئة، وترفع لك ألف ألف درجة، ويوكل بالاستغفار لك العرش والكرسي والفردوس، حتى تقف بين يدي الله (عزّ وجل)، فعاهدني يا بني ألا تعلم هذا الدعاء لأحد إلى محل منيتك... الخ».

## مضامين الدعاء
يبدأ الدعاء بالحمد والتنزيه والثناء على الله تعالى والإقرار له بالوحدانية، والحوقلة ويستمر في التنزيه بعبائر مختلفة: «سُبْحانَ اللهِ وَالْحَمْدُ للهِ وَلا اِلـهَ إلاّ اللهُ وَاللهُ أكبَرُ وَلا حَوْلَ ولا قُوَّةَ إلاّ بِاللهِ الْعَلِيِّ الْعَظِيم».
بعد الثناء على الله تعالى يبدأ في السلام على الأنبياء والرسل، ويستمر في التسبيح: «سُبْحانَ رَبِّكَ رَبِّ الْعِزَّةِ عَمّا يَصِفُونَ وَسَلامٌ عَلَى المُرْسَلينَ وَالْحَمْدُ للهِ رَبِّ الْعالَمِينَ».
يتبعه ذكر النعمة والخير والبركة والعاقبة وحسن العاقبة، ثم الصلاة على النبي وآله وطلب إتمام ذلك كله من الله تعالى: «سُبْحانَ الْعالِمِ بِغَيْرِ تَعْلِيم، سُبْحانَ خالِقِ ما يُرى، ومَا لا يُرى سُبْحانَ الَّذي يُدْرِكُ الاَْبْصارَ وَلا تُدْرِكُهُ الاْبْصارُ وَهُوَ اللَّطيفُ الْخَبِيرُ، اَللّـهُمَّ إنّي اَصْبَحْتُ مِنْكَ في نِعْمَة وَخَيْر وَبَرَكَة وَعافِيَة فَصَلِّ عَلى مُحَمَّد وَآلِهِ، وَاَتْمِمْ عَلَيَّ نِعْمَتَكَ وَخَيْرَكَ وَبَرَكاتِكَ وَعافِيَتِكَ بِنَجاة مِنَ الْنَّارِ، وَارْزُقْنِي شُكْرَكَ وَعافِيَتَكَ وَفَضْلَكَ وَكَرامَتَكَ اَبَداً ما اَبْقَيْتَنِي،».

## مقتطفات من الدعاء
سُبْحانَ اللهِ وَالْحَمْدُ للهِ وَلا اِلـهَ إلاّ اللهُ وَاللهُ اَكبَرُ وَلا حَوْلَ ولا قُوَّةَ إلاّ بِاللهِ الْعَلِيِّ الْعَظِيم، سُبْحانَ اللهِ آناءَ اللَّيْلِ وَاَطْرافَ النَّهارِ، سُبْحانَ اللهِ بِالْغُدُوِّ وَالاصالِ، سُبْحانَ اللهِ بِالْعَشِيِّ وَالاِْبكارِ، سُبْحانَ اللهِ حينَ تُمْسُونَ وَحينَ تُصْبِحُونَ وَلَهُ الْحَمْدُ فِي السَّماواتِ وَالاَْرْضِ وَعَشِيَّاً وَحينَ تُظْهِرُونَ، يُخْرِجَ الْحَيَّ مِنَ الْمَيِّتِ وَيُخْرِجُ الْمَيِّتَ مِنَ الْحَيِّ وَيُحْييِ الاَْرْضَ بَعْدَ مَوْتِها وَكَذلِكَ تُخْرَجُونَ، سُبْحانَ رَبِّكَ رَبِّ الْعِزَّةِ عَمّا يَصِفُونَ وَسَلامٌ عَلَى المُرْسَلينَ وَالْحَمْدُ للهِ رَبِّ الْعالَمِينَ، سُبْحانَ ذِي المُلْكِ وَالْمَلَكُوتِ، سُبْحانَ ذِي الْعِزَّةِ وَالْجَبَرُوتِ، سُبْحَانَ ذِي الْكِبْرِياءِ وَالْعَظَمَةِ الْمَلِكِ الْحَقِّ المُهَيْمِنِ (الْمُبينِ) الْقُدُّوسِ، سُبْحانَ الله الْمَلِكِ الْحَيِّ الَّذِي لا يَمُوتُ، سُبْحانَ اللهِ الْمَلِكِ الْحَيِّ الْقُدُّوسِ، سُبْحانَ الْقائِمِ الْدّائِمِ، سُبْحانَ الْدّائِمِ القائِمِ، سُبحَانَ رَبِّيَ الْعَظيِمِ، سُبْحانَ رَبِّيَ الاَْعْلى، سُبْحانَ الْحَيِّ القَيُّومِ، سُبْحانَ الْعَلِيِّ الاَْعْلى، سُبْحانَهُ وَتَعالى، سُبُّوحٌ قُدُّوسٌ رَبُّنا وَرَبُّ الْمَلائِكَةِ وَالرُّوحِ، سُبْحانَ الدّائِمِ غَيْرِ الْغَافِلِ، سُبْحانَ الْعالِمِ بِغَيْرِ تَعْلِيم، سُبْحانَ خالِقِ ما يُرى، ومَا لا يُرى سُبْحانَ الَّذي يُدْرِكُ الاَْبْصارَ وَلا تُدْرِكُهُ الاْبْصارُ وَهُوَ اللَّطيفُ الْخَبِيرُ،....

## وصلات خارجية
- استمع لصوت دعاء العشرات
- نص دعاء العشرات